# 臺北市文山區木柵國民小學
臺北市文山區木柵國民小學（英語：Taipei Municipal Muzha Elementary School），簡稱木柵國小，是位於臺北市文山區一間自西元1905年建立，至今已有百年歷史的老校，由臺北市政府教育局管轄。

## 歷史沿革

### 演變與發展
- 1905年（明治38年），景尾公學校內湖分校創立，為木柵國小之前身。[3]
- 1912年（大正元年），更名木柵公學校，次年增設高級部，由四年制升格為六年制。
- 1915年（大正4年），舉行皇室大典慶賀式，於校區內種植榕樹做為紀念。
- 1941年（昭和16年），改制為木柵國民小學。
- 1949年（民國38年），更名為木柵國民學校。
- 1950年（民國39年），成為文山區示範國校。
- 1955年（民國44年），推行民眾補習教育。
- 1957年（民國46年），辦理社會中心教育。[4]
- 1968年（民國57年），木柵改隸臺北市，校名變更為臺北市木柵區木柵國民學校，同年復因九年國民教育之實施，改制為臺北市木柵區木柵國民小學。
- 1980年（民國69年），游泳池啟用。
- 1987年（民國76年），廚房改建竣工啟用，次年開始供應營養午餐。
- 2009年（民國98年），黃金印接任校長，規劃老舊校園全面結構補強中長程計畫，貢獻卓著。
- 2013年（民國102年），楊進成接任校長，接續執行中長程計畫整修建物。
- 2017年（民國106年），林秀勤接任校長，課程全面銜接108新課綱，並榮獲優質學校多項殊榮。
- 2021年（民國110年），張瑞庭接任代理校長，2022年進行第16任新任校長遴選。
- 2022年（民國111年），彭惠儀接任校長。

### 歷任校長
日治時期
| 任期 | 姓名           | 任職日期 | 離職日期 | 備註               |
| ---- | -------------- | -------- | -------- | ------------------ |
| 1    | 河野猛先生     | 1909年   | 1928年   |                    |
| 2    | 南景行先生     | 1928年   | 1932年   |                    |
| 3    | 中川丹次先生   | 1932年   | 1938年   | 原安坑公學校校長   |
| 4    | 高橋重吉先生   | 1938年   | 1943年   | 原羅東公學校校長   |
| 5    | 波田野甚市先生 | 1943年   | 1945年   | 原大坪國民學校校長 |
台灣光復後
| 任期 | 姓名       | 任職日期  | 離職日期  | 備註                   |
| ---- | ---------- | --------- | --------- | ---------------------- |
| 1    | 簡錫棋先生 | 1945年    | 1946年    |                        |
| 2    | 黃肇邦先生 | 1946年    | 1946年    |                        |
| 3    | 劉山銘先生 | 1946年    | 1969年    |                        |
| 4    | 楊德全先生 | 1969年    | 1973年    |                        |
| 5    | 陳瑞郎先生 | 1973年    | 1978年    |                        |
| 6    | 楊月陽先生 | 1978年    | 1984年7月 |                        |
| 7    | 李克雄先生 | 1984年8月 | 1989年7月 | 調任日新國小校長       |
| 8    | 王天福先生 | 1989年8月 | 1993年7月 | 調任松山國小校長       |
| 9    | 陳勝雄先生 | 1993年8月 | 1997年7月 | 調任大直國小校長       |
| 10   | 郭春淋先生 | 1997年8月 | 2001年7月 | 調任指南國小校長       |
| 11   | 李春滿女士 | 2001年8月 | 2009年7月 | 屆齡退休               |
| 12   | 黃金印先生 | 2009年8月 | 2013年7月 | 調任大佳國小校長       |
| 13   | 楊進成先生 | 2013年8月 | 2016年7月 | 退休                   |
| 14   | 林秀勤女士 | 2016年8月 | 2020年7月 | 連任                   |
| 15   | 林秀勤女士 | 2020年8月 | 2021年7月 | 退休                   |
|      | 張瑞庭先生 | 2021年8月 | 2022年7月 | 代理，調任志清國小校長 |
| 16   | 彭惠儀女士 | 2022年8月 | 迄今      |                        |